# آل جيفرسون
آل جيفرسون (بالإنجليزية: Al Jefferson)‏ مواليد 4 يناير 1985، هو لاعب كرة سلة أمريكي يلعب مع فريق شارلوت هورنتس في الرابطة الوطنية لكرة السلة ويحمل الرقم 25. يبلغ طوله 6 قدم 10 بوصة (2.1 م).

## فرق لعب لها
- بوسطن سيلتكس
- مينيسيوتا تيمبر وولفز
- يوتاه جاز
- شارلوت هورنتس

## روابط خارجية
- آل جيفرسون على موقع إن بي أي (الإنجليزية)
- آل جيفرسون على موقع سبورتس رفرنس (الإنجليزية)
- آل جيفرسون على موقع كرة السلة الأوروبية.كوم (الإنجليزية)
- آل جيفرسون على موقع إي إس بي إن.كوم (الإنجليزية)
- آل جيفرسون على موقع ريلجم (الإنجليزية)
- آل جيفرسون على موقع بروبوليرز (الإنجليزية)
- آل جيفرسون على موقع سبورتس رفرنس (الإنجليزية)